# Konflikt językowy w Norwegii

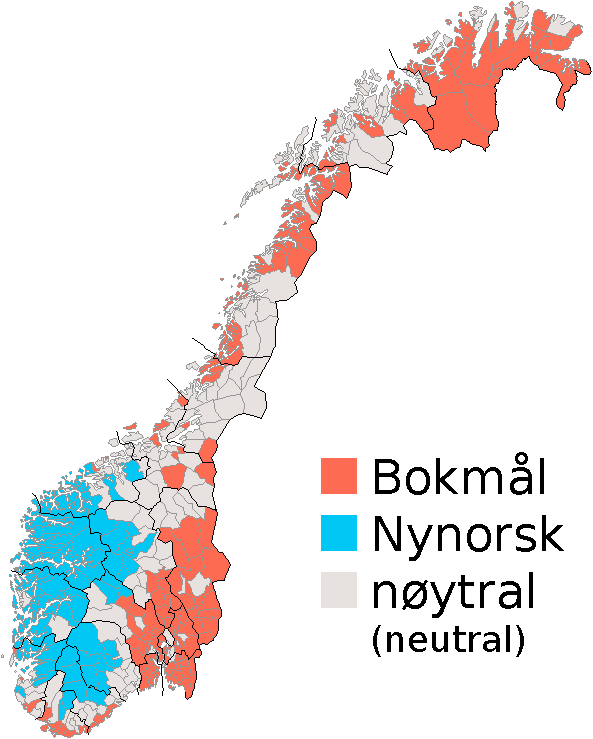
Podział językowy współczesnej Norwegii. Jako neutralne zaznaczone są obszary, na których żadna z odmian nie ma przewagi lub obszary bardzo słabo zaludnione

Konflikt językowy w Norwegii (norw. målstriden, språkstriden, sprogstriden) – długotrwały oraz wciąż istniejący spór związany z występowaniem dwóch standardów piśmienniczych języka norweskiego: bokmål i nynorsk. Od XVI w. do 1814 r. językiem urzędowym na terytorium Norwegii był duński, co wynikało bezpośrednio z duńskiego panowania w tym państwie. W rezultacie język norweski nie rozwijał się w sposób skoordynowany, stając się przedmiotem walki różnych frakcji domagających się wpływów własnych dialektów lub odmian standardowych. Konflikty występowały w dziedzinie ortografii, standaryzacji, a także polityki, kultury czy literatury.
Miejskie klasy wyższe używały języka duńsko-norweskiego, odmiany języka duńskiego z norweską wymową i pewnymi różnicami lokalnymi. Po rozpadzie unii w 1814 r. język duńsko-norweski pozostał oficjalnym językiem kraju, stopniowo ewoluując w stronę niezależnego języka; wymowa już wtedy znacznie różniła się od duńskiej. Na początku XX w. przyjęto inne podejście do języka w sferze publicznej, co doprowadziło do reform odzwierciedlających i gruntujących podział społeczeństwa na wiejskie i miejskie. Początkowo język, który wyewoluował z duńsko-norweskiego, nazywany był riksmål, od 1929 r. przyjęto nazwę bokmål. W tym samym czasie tworzyła się druga odmiana języka, oparta głównie na dialektach wiejskich, zwana nynorsk. Próby połączenia tych form mowy i stworzenia jednego obowiązującego standardu nie przyniosły powodzenia i zostały zakończone oficjalnie w 2002 r.
Język norweski jest językiem skandynawskim używanym obecnie przede wszystkim w Norwegii, gdzie jest językiem urzędowym. Oba jego warianty: bokmål (pol. dosł. „język książkowy”) i nynorsk (pol. dosł. „język nowonorweski”) mają od 1885 r. urzędowo zapewnioną równoprawność i pełnoprawność na obszarze całej Norwegii. De facto jednak w życiu publicznym i politycznym używa się wersji mówionej odmiany bokmål, nazywanej Standard Østnorsk. Historycznie ujmując, bokmål to znorwegizowana wersja duńskiego, podczas gdy nynorsk wywodzi się z dialektów norweskich, stojąc w opozycji do języka duńskiego.
W XX w. próbowano standaryzować język i nadać mu jednolitą formę, zwłaszcza w wersji pisanej. Samnorsk, bo tak nazywano tę odmianę, miał łączyć cechy obu wariantów. Jednocześnie krystalizowały się inne odmiany, głównie społeczne, jak np. purystyczny i konserwatywny høgnorsk. Obecnie w szkołach prowadzi się naukę zarówno w bokmål, jak i nynorsk. Oba warianty języka są podobne, Norwegowie używający różnych odmian rozumieją się wzajemnie.

## Tło historyczne

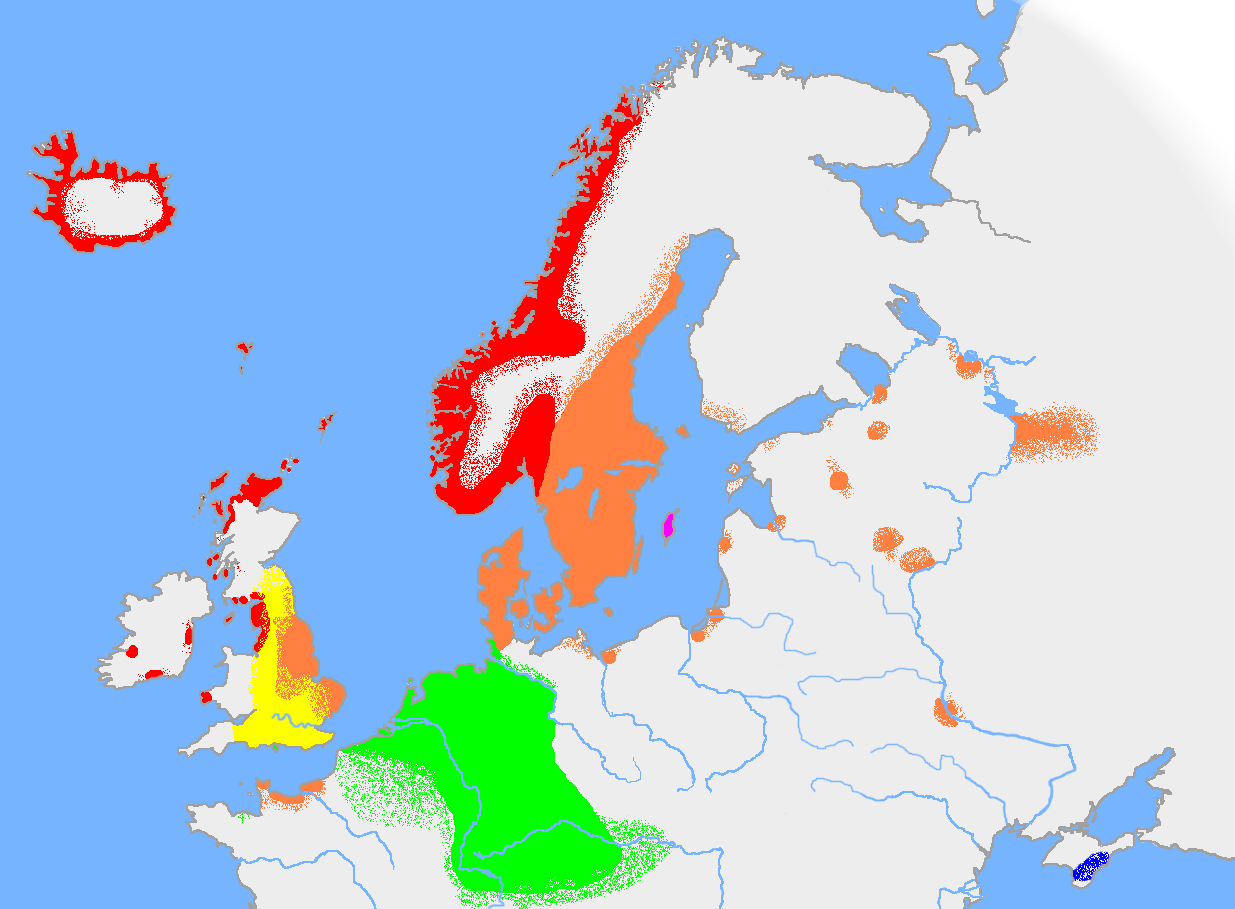
Języki germańskie w 900 r. Kolorem czerwonym i pomarańczowym zaznaczono odmiany języka staronordyjskiego

Pierwszym znanym dokumentem norweskim jest Konungs skuggsjá z XII w., napisany w języku staronordyjskim, szeroko używanym wówczas na terenie Skandynawii. Upadek królestwa Norwegii po epidemii czarnej śmierci doprowadził do destandaryzacji języka i stopniowego wypierania go przez język duński. Ostatni znany dokument napisany w języku średnionorweskim (mellomnorsk) pochodzi z 1583 r. Podczas trwania unii duńsko-norweskiej duński był jedynym językiem pisanym na terytorium Norwegii. Nie powodowało to jednak większych problemów, gdyż wszystkie języki skandynawskie były bardzo podobne i tworzyły językowe kontinuum. Nie zanikły również dialekty norweskie, rozwijające się w formie mówionej wśród klas niższych. Klasy wyższe natomiast posługiwały się w mowie zbitką duńsko-norweską.

## Początki tworzenia języka

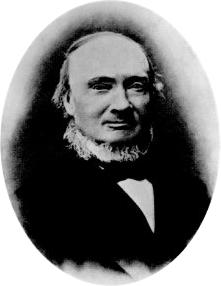
Ivar Aasen

W 1814 r. Norwegia, na skutek unii, znalazła się pod politycznym wpływem Szwecji, pozostając jednak autonomicznym organizmem państwowym z własną konstytucją, parlamentem, uniwersytetem. Przeszkodą na drodze do osiągnięcia pełnej świadomości narodowej był język, ponieważ język duński był nadal używany w celach urzędowych i nauczany w szkołach. Sytuacja socjolingwistyczna w 1814 r. wskazywała na dwie możliwe drogi rozwoju jednolitego języka norweskiego: albo przez elitę i wyższe klasy społeczne, albo na bazie dialektów używanych przez klasy niższe. Według Knuda Knudsena, możliwe było tylko pierwsze rozwiązanie i stopniowe zastępowanie form duńskich norweskimi. Szczegółowy plan opracowano w latach 30.; jego najistotniejszą częścią miała być reforma pisowni przeprowadzona w taki sposób, by uzyskać spójność między formą pisaną a mówionym językiem wyższych warstw. Mimo iż reformę istotnie przeprowadzono w 1862 r., plan nie został do końca zrealizowany. Jedną z przyczyn tej porażki był skład społeczeństwa XIX-wiecznej Norwegii: 95% Norwegów wywodziło się z chłopstwa, mówiącego dialektami bezpośrednio wywodzącymi się z języka staronordyjskiego. Kontinuum to zostało wykazane przez Ivara Aasena, który badał dialekty w latach 40. Aasen był zwolennikiem drugiej metody – stworzenia zupełnie nowego standardu przez unifikację dialektów wiejskich. Twierdził, że dialekty norweskie cechują się pewnymi uniwersaliami, które można nazwać „norweskimi”. Na ich podstawie Aasen skonstruował nynorsk, nazywany wówczas „landsmål” (mowę wiejską). Nynorsk bazował na dialektach zachodnich najmniej zniekształconych przez obce wpływy, zwłaszcza duńskie i niemieckie. Puryzm wersji nynorsk spowodowany był chęcią uzyskania języka w miarę blisko spokrewnionego ze staronordyjskim. Aasen rugował wszelkie formy duńskie mimo tego, że wiele z nich powstało już na terenie Norwegii. Prace Aasena doprowadziły do tego, iż w tamtych czasach norweski był najlepiej opisanym językiem na świecie. Od roku 1885 obie odmiany języka są równoprawne w mowie i piśmie.

## Wybuch konfliktu

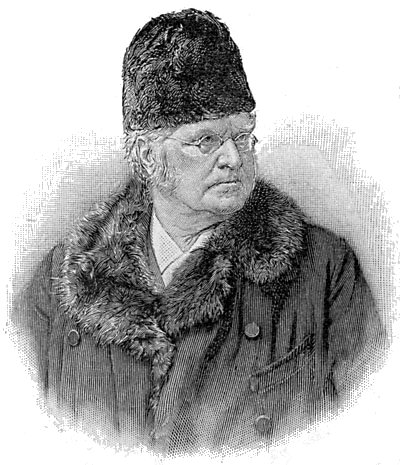
Björnstjerne Björnson

Konflikt rysował się coraz wyraźniej od końca XIX w. W 1906 r. utworzono organizację Noregs Mållag mającą na celu promowanie wariantu nynorsk. W 1907 r. powstał Riksmålforbundet, założony przez laureata Nagrody Nobla Bjørnstjerne Bjørnsona, który miał podobny cel w odniesieniu do wariantu bokmål. Założenie tych organizacji zbiegło się z zastosowaniem reguły, że kandydaci na studia musieli wykazać się znajomością obu odmian języka norweskiego. W 1909 r. komitet, któremu przewodniczył nauczyciel Hans Eitrem, opublikował raport sugerujący poczynienie zmian w obu językach na rzecz ich zbliżenia. Było to sprzeczne z przeprowadzoną w 1907 r. istotną reformą wersji riksmål (ówczesna nazwa standardu bokmål), który zrywał z zapisem duńskim. Duńskie dźwięczne spółgłoski b d g zastąpiono bezdźwięcznymi p t k (np. bog → bok, mad → mat), wprowadzono zmianę w liczbie mnogiej utrum -ene zamiast -erne (hesterne → hestene), zmieniono również formy czasu przeszłego, zastępując końcówkę -ede sufiksami -et, -te, -de (np. svarede → svarte).
Poszukiwano też innych metod rozwiązania konfliktu niż tylko zakończenie go zwycięstwem jednej ze stron i wyniszczenia odmiany konkurującej. W 1907 r. po raz pierwszy pojawiła się idea powstania nowej, uniwersalnej odmiany języka nazywanej samnorsk (wspólny norweski). Oficjalnie cele przeprowadzonej w 1907 reformy były cztery:
1. Narodowy – zrzucenie pozostałości duńskich
2. Językowy – ułatwienie zapisu i upodobnienie go do wersji mówionej
3. Edukacyjny – ułatwienie nauki
4. Społeczno-polityczny – duńska pisownia była postrzegana jako czynnik utrudniający awans społeczny dzieciom z biedniejszych rodzin[6]

Tymczasem walka odmian języka zataczała coraz szersze kręgi. W 1911 r. teatr w Oslo wystawił komedię Gabriela Scotta pt. Wieża Babel. Opowiada ona o małym norweskim mieście, w którym władzę przejęli mieszkańcy mówiący nynorsk, zamierzający wyrżnąć wszystkich sprzeciwiających się tej wersji językowej. Sztuka kończy się tym, iż zwolennicy nynorsk zabijają się nawzajem, bo nie mogą ustalić nazwy kraju: Noregr, Thule, Ultima, Ny-Norig, czy Nyrig. Podczas prezentacji tej sztuki co najmniej raz wybuchła awantura na widowni.
W 1911 r. w szkole w mieście Kristiansund wydano zarządzenie, że nauczanie ustne ma się odbywać w tej odmianie języka, jakiej używa się w formie pisemnej na danym terytorium (w tym przypadku był to riksmål). Nauczyciel Knut Grimstad odmówił zastosowania się do niego, tłumacząc, iż władze norweskie nie mają prawa narzucania jakiejkolwiek wersji językowej. Posiłkował się przy tym instrukcją z 1878 r., która mówiła, że uczeń ma być uczony w języku maksymalnie zbliżonym do wersji, której używa. Grimstada zmuszono do przeprosin za formę protestu, niemniej jego przypadek był dyskutowany w parlamencie w 1912 r.

## Początki idei języka samnorsk

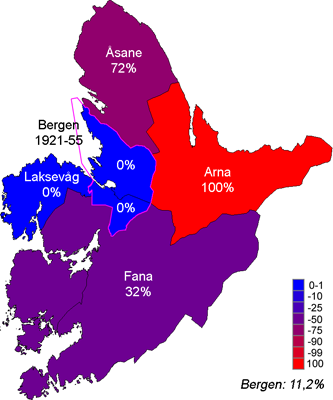

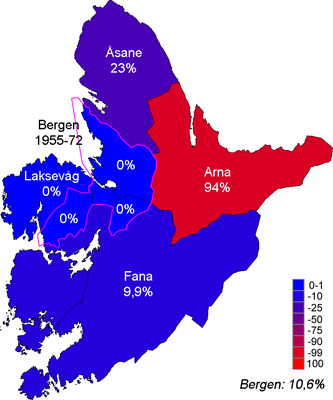

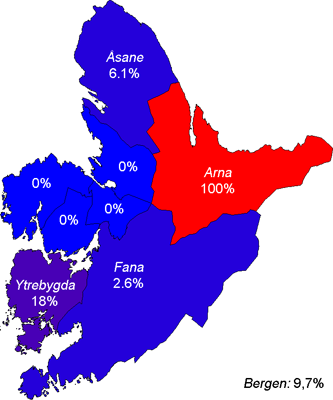

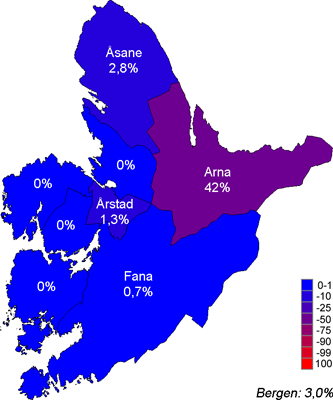
Używanie języków nynorsk i bokmål w szkołach w gminie Bergen w latach 1945, 1970, 1992 i 2010. Kolor niebieski oznacza bokmål

Pierwszy projekt utworzenia pannorweskiego języka opublikowano w 1907 r., choć samo pojęcie pojawiło się już pod koniec XIX w. Dopiero jednak w 1916 r., wraz z powstaniem organizacji Østlandsk Reisning, zaczęto intensywniej działać w tym kierunku. Organizacja ta (działała do 1926 r.) bardzo wyraźnie opowiadała się za wprowadzeniem jednej odmiany języka, przy czym preferowała dialekty z południowo-wschodniej części kraju, które, jej zdaniem miały dość materiału językowego, by połączyć się z dialektami zachodnimi i miejskim standardem duńsko-norweskim. Niektórzy, jak np. profesor Didrik Arup Seip, wyrażali pogląd, że w ten sposób da się raz na zawsze rozwiązać konflikt. Inni, np. parlamentarzysta Partii Pracy Johan Gjøstein, jako podstawę dla jednolitego języka widzieli raczej dialekty miejskie klas wyższych.

## Reforma z 1917 r. i jej następstwa
Do 1917 r. rozwój języka norweskiego związany był z ruchem narodowym i romantycznym z początków XIX w., co zaowocowało wykształceniem się dwóch rywalizujących ze sobą standardów, które różniły się znacznie od języka szwedzkiego i duńskiego. W 1913 r. parlament norweski polecił przygotowanie reformy języka, którą wprowadzono w życie w cztery lata później. Reforma zastąpiła pisany język duński standardem duńsko-norweskim, odpowiadającym mówionemu językowi wykształconych i pochodzących z wyższych klas mieszkańców Oslo. Reforma była także krokiem naprzód w stronę jednolitego standardu samnorsk. Jednym z większych osiągnięć reformy było uregulowanie zasad pisowni. Dokonano rozróżnienia między literami e i æ oraz wprowadzono szwedzki znak å. Zmiany zostały wprowadzone w ten sposób, że nowe formy mogły być używane przez użytkowników wedle ich uznania. Twórcy reformy nie przewidzieli jednak oporu, jaki wywołają zmiany, wśród wykształconych Norwegów władających duńsko-norweskim, którym nagle zaproponowano język kojarzony z klasą niższą. Podziały okazały się silniejsze, niż przewidywali to reformatorzy. Pojawiły się zarzuty o wulgaryzację języka. Reforma dotyczyła obu odmian, ale odbiła się przede wszystkim na riksmålu, który w 1922 r. zmienił nazwę na bokmål. Powstały de facto dwie odmiany – konserwatywna, używana przez klasy wyższe, i radykalna, oparta na dialektach niskoprestiżowych. Obie wersje walczyły o prymat: w roku 1917 64% szkół, w których uczono bokmålem, preferowało wersję radykalną, pod koniec lat 20. XX w. proporcje były już bardziej wyważone. Sytuacja między oboma wariantami języka była bardziej stabilna niż na początku wieku, jednak mimo wszystko dochodziło do naruszeń. W 1930 r. parlament wydał ustawę o pracy w służbie cywilnej, która wymagała w określonych przypadkach używania zarówno bokmål, jak i nynorsk, co stanowiło pogwałcenie decyzji z 1885 r. o równoprawności języków.

## Partia Pracy i reforma z 1938 r.
W latach 20. problematyką języka zainteresowała się neutralna dotąd w sprawach językowych Norweska Partia Pracy, a ściślej jej członek, historyk i polityk Halvdan Koht, który m.in. przewodniczył Østlandsk reisning. Koht włączył do programu partii w 1936 r. postulat polityki językowej, która doprowadziłaby do powstania „języka ludu”. Przez język ludu Koht rozumiał samnorsk. Mimo iż Koht nigdy nie uzyskał dla swych planów pełnego poparcia w partii, przyjęto jego postulaty i wprowadzono reformę języka w 1938 r. Reforma drastycznie zmniejszyła wpływ wyższych klas na bokmål, co członkowie Partii Pracy uważali za niezbędny warunek wprowadzenia samnorsk.
Reforma z 1936 r. przyjęła formy duńsko-norweskie, wprowadzone reformą z 1917 r., jako jedyne obowiązujące. Podtrzymano rodzaj żeński dla ok. 900 słów, nadając im obowiązkową końcówkę a. Wiele form używanych przez klasy wyższe uznano za niestandardowe, np. frem, nu, sprog, farve, sne, które zastąpiły fram, nå, språk, farge, snø (naprzód, teraz, język, kolor, śnieg). Wprowadzono obowiązkowy zapis dyftongów. Reforma jednak zamiast uspokojenia sytuacji jedynie ją podgrzała; użytkownicy bokmålu nie mogli już polegać na swej odmianie mówionej, by przełożyć ją na język pisany. Konflikt zaogniał się tym bardziej, że nowy standard wprowadzono do podręczników szkolnych.
| Przed 1907 | Blæk (atrament) | bleg (blady) | Kagen (ciasto) | Gaden (ulica) | Gaade (zagadka) |
| ---------- | --------------- | ------------ | -------------- | ------------- | --------------- |
| 1907       | blek            | blek         | kaken          | gaten         | gaate           |
| 1917       | blekk           |              |                |               | gåte            |
| 1938       | blekk           | blek         | kaken          | gaten (gata)  | gåte            |

Pisownia słów: Blæk, bleg, Kagen, Gaden i Gaade po poszczególnych reformach pisowni

## Decyzja w sprawie podręczników z 1939 r.

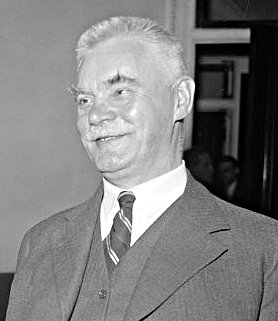
Halvdan Koht

W 1939 r. organ nadzorujący szkoły w stołecznym mieście Oslo przegłosował uchwałę, że formy wyrazów, które są wspólne dla obu głównych odmian języka, powinny być włączone do podręczników używanych w szkołach w mieście. Decyzja ta doprowadziła do sytuacji, że w powojennych podręcznikach pojawiła się radykalna odmiana bokmålu, która znacznie odchodziła od standardów używanych przez klasy wyższe. Sytuacja była o tyle napięta, że w Oslo znajdowały się wszystkie większe wydawnictwa publikujące na całą Norwegię. Wersja językowa używana w podręcznikach przez wielu postrzegana była jako samnorsk. Obrona tego standardu wymagałaby poparcia politycznego; jego brak oznaczał możliwość odrzucenia planów wprowadzenia jednego języka, co też istotnie nastąpiło.

## Opór przeciw samnorsk i protest rodziców
Nowo powstałą odmianę kontestowały przede wszystkim wyższe warstwy społeczne, które używały dalej języka sprzed reformy; de facto w obu odmianach języka istniały dwa równoległe standardy: oficjalny i nieoficjalny, sytuację komplikował spontaniczny podział na dwie rywalizujące odmiany: umiarkowaną i radykalną. U zarania lat 50. istniały następujące formy:
- konserwatywna, odrzucająca formy używane przez klasę robotniczą, promująca język wyższych klas z Oslo, który zawierał elementy odrzucone w reformie z 1938 r.,
- umiarkowana, ograniczająca wpływ języka klasy robotniczej, jednak w miarę dopasowana do standardu reformy z 1938 r.,
- radykalna, zawierająca maksymalnie wiele form samnorsk, mieszcząca się w oficjalnym modelu bokmålu, ale zbliżająca się do nynorsk.

Konserwatywni użytkownicy uważali obowiązującą wersję za brzydką albo nawet wulgarną. Powstał spontaniczny opór rodziców, którzy rozpętali w 1951 r. trwającą kilka lat kampanię rodzicielską przeciw samnorsk (Die Foreldreaksjonen mot samnorsk). Kampania została zorganizowana we wschodniej części Oslo, ale otrzymała duże wsparcie z całego kraju. Przyjęto różne formy protestu: plakaty, ogłoszenia w gazetach, petycje i demonstracje – petycję podpisało 500 000 osób. W 1953 r. zainicjowano i przeprowadzono „poprawianie” podręczników szkolnych; w niektórych klasach prawie wszyscy uczniowie mieli podręczniki z pisownią poprawioną na duńsko-norweską. W 1954 r. kuratorium zmieniło swą „decyzję z Oslo” z 1938 r. Duża część konfliktu skupiała się na Komitecie Języka Norweskiego (Norsk Språknemnd), który powstał w 1952 r. jako efekt decyzji wydanej przez Storting rok wcześniej. Sprzeciwiały mu się przede wszystkim warstwy wyższe, używające konserwatywnej odmiany języka. Twierdzono, że komitet ma ograniczony mandat, gdyż chce wprowadzić jeden wspólny język. Zamierzeniem parlamentu przy powołaniu komisji było unormowanie sytuacji przy pomocy naukowców i ekspertów. Przy okazji postanowiono uregulować kwestię podręczników szkolnych, wprowadzając do nich umiarkowaną wersję języka. W 1957 r. Komitet zaproponował nowy standard podręcznikowy języka (Ny lærboknormal). Protestowały środowiska konserwatywne związane zarówno z bokmålem, jak i wersją nynorsk. Złagodzony standard przyjęto w 1959 r.

## Okres pokoju językowego

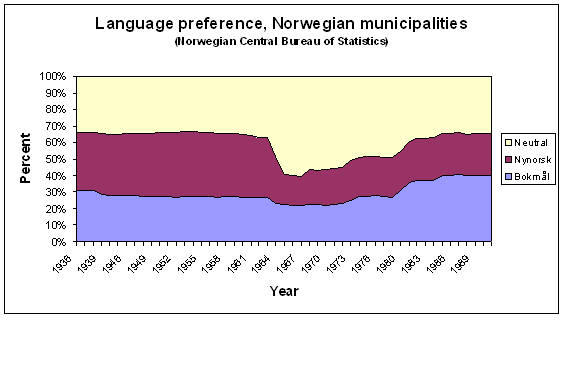
Preferencje językowe w gminach

W 1964 r. rząd Partii Pracy zorganizował „Komitet na rzecz pokoju w języku”, wyznaczając na jego przewodniczącego językoznawcę Hansa Vogta. W porównaniu z latami 50. nastąpiło pewne wyciszenie konfliktu; komisja Vogta miała za zadanie wysłuchanie stron sporu, które podchodziły do tej inicjatywy nieufnie, zadając pytania: „Pokój dla kogo?”, „Na jakich zasadach?”, „Kto na tym zyska, a kto straci?”. Vogt zaproponował, by w miejsce dyskusyjnej komisji z ograniczonym mandatem powołać Radę Języka Norweskiego. Powstała ona w 1972 r., zrzeszając 42 członków, zarówno naukowców, nauczycieli, jak też polityków trzech partii uwikłanych w konflikt. Parlament był reprezentowany przez 8 osób. Rada miała przyczynić się do zwiększenia tolerancji między użytkownikami wszystkich mówionych i pisanych odmian języka. Wkrótce po ukonstytuowaniu, komisja rozpoczęła prace nad nową reformą bokmål, którą uważano za niezbędną do wyciszenia konfliktu. Jedną z pierwszych decyzji rady było wydanie zakazu dyskryminacji studentów używających konserwatywnej odmiany języka.

## Zmierzch konfliktu i oficjalne zakończenie
Na początku lat 70. odbyło się w Norwegii referendum dotyczące przystąpienia do Unii Europejskiej. Wiązało się to z aktywizacją regionów wiejskich, na czym zyskał w znaczny sposób nynorsk, od początku będąc językiem wsi. W 1981 r. przeprowadzono reformę bokmålu, która znów oddaliła ten język od drugiej oficjalnej odmiany. Reforma wprowadziła wiele liberalnych zmian, oczekiwanych zwłaszcza przez użytkowników z klas wyższych i nie wywołała spodziewanych gwałtownych reakcji. Z ważniejszych zmian, wprowadzono dowolność użycia formy żeńskiej na równi z utrum w tych przypadkach, kiedy w dialektach miejskich i wiejskich występuje rodzaj żeński. Mniejsze zmiany dotknęły wersję nynorsk; najważniejszą zmianą i to w kierunku odwrotnym do samnorsk było równouprawnienie użycia zaimka vi i me (my). Jednak konserwatywne środowiska, generalnie zadowolone z reformy, oceniły, że ich odmiana języka nie odzyskała prestiżu, który utraciła wskutek reformy w 1938 r. Choć od czasów reformy dochodzi do zadrażnień na tle językowym, użytkownicy obu wersji norweskiego wydają się pogodzeni z obecną sytuacją, a państwo przygotowane do życia w dwujęzycznej rzeczywistości.
Ostatecznie eksperyment, polegający na zunifikowaniu dwóch żywych odmian języka, zakończono 13 grudnia 2002 oświadczeniem rządu norweskiego.

## Obecna sytuacja
W tej chwili w szkołach podstawowych i gimnazjach obowiązuje wybór standardu języka mówionego, przy czym nauka języka pisanego dotyczy obu standardów. Uczeń otrzymuje od trzech do pięciu stopni na świadectwie: z języka mówionego, pisanego w obu odmianach, a jeśli zdecyduje się na egzamin końcowy z języka ojczystego, zdaje go i jest oceniany z obu standardów.
Obecnie sytuacja między dwiema odmianami pisanego języka jest od kilku lat stabilna. Bokmål przeważa i wywiera silny nacisk na nynorsk, który jest językiem mniejszości. Siłą odmiany bokmål jest 80% populacji używającej tej właśnie wariacji, ale również coraz większa dominacja w powszechnym języku mówionym. Poza tym łatwiej przełączyć się z bardziej skomplikowanego systemu na mniej skomplikowany, zwłaszcza gdy ten łatwiejszy jest częściej spotykany. Nie znaczy to, że nynorsk od razu wymrze; ciągle istnieją obszary dużego wpływu tej odmiany i wielu jej obrońców.
W nynorsk pisze Jon Fosse, laureat Nagrody Nobla w dziedzinie literatury w 2023 r..

## Porównanie języków
Modlitwa Ojcze nasz w językach skandynawskich.
duński
Vor Fader, du som er i himlene!
Helliget blive dit navn,
komme dit rige,
ske din vilje som i himlen således også på jorden;
giv os i dag vort daglige brød,
og forlad os vor skyld,
som også vi forlader vore skyldnere,
og led os ikke ind i fristelse,
men fri os fra det onde.
For dit er Riget og magten og æren i evighed!
norweski (standard bokmål)
Vår Far i himmelen!
La navnet ditt helliges.
La riket ditt komme.
La viljen din skje på jorden slik som i himmelen.
Gi oss i dag vårt daglige brød,
og tilgi oss vår skyld,
slik også vi tilgir våre skyldnere.
Og la oss ikke komme i fristelse,
men frels oss fra det onde.
For riket er ditt og makten og æren i evighet.
norweski (standard nynorsk)
Vår Far i himmelen!
Lat namnet ditt helgast.
Lat riket ditt koma.
Lat viljen din råda på jorda slik som i himmelen.
Gjev oss i dag vårt daglege brød,
og tilgjev oss vår skuld,
slik vi òg tilgjev våre skuldnarar.
Og lat oss ikkje koma i freisting,
men frels oss frå det vonde.
For riket er ditt og makta og æra i all æve.
szwedzki
Vår fader som är i Himmelen.
Helgat varde Ditt namn.
Tillkomme Ditt Rike.
Ske Din vilja, såsom i Himmelen så ock på Jorden.
Vårt dagliga bröd giv oss idag.
Och förlåt oss våra skulder,
såsom ock vi förlåta dem oss skyldiga äro,
och inled oss icke i frestelse
utan fräls oss ifrån ondo.
Ty Riket är Ditt och Makten och Härligheten i Evighet.
farerski
Faðir vár, Tú, sum ert í Himli. Heilagt verði navn Títt.
Komi ríki Títt. Verði vilji Tín,
sum í Himli, so á jørð.
Gev okkum í dag okkara dagliga breyð. Og fyrigev okkum syndir okkara,
so sum vit eisini fyrigeva teimum, ið móti okkum synda.
Leið okkum ikki í frestingum, men frels okkum frá tí illa.
islandzki
Faðir vor, þú sem ert á himnum. Helgist þitt nafn, til komi þitt ríki, verði þinn vilji, svo á jörðu sem á himni. Gef oss í dag vort daglegt brauð. Fyrirgef oss vorar skuldir, svo sem vér og fyrirgefum vorum skuldunautum. Og eigi leið þú oss í freistni, heldur frelsa oss frá illu. Því að þitt er ríkið, mátturinn og dýrðin að eilífu.